# سوبارو ليجاسي
سوبارو ليجاسي  (بالإنجليزية: Subaru Legacy)‏ هي سيارة مدمجة من صناعة سوبارو أنتجت في 1989.